# جورج جوناس
جورج جوناس (بالمجرية: Jónás György)‏ هو صحفي مجري، ولد في 15 يونيو 1935 في بودابست في المجر، وتوفي في 10 يناير 2016 في تورونتو في كندا بسبب مرض باركنسون.

## وصلات خارجية
- الموقع الرسمي
- جورج جوناس على موقع ألو سيني (الفرنسية)
- جورج جوناس على موقع أول موفي (الإنجليزية)
- جورج جوناس على موقع كينوبويسك (الروسية)